# Исаков, Алексей Геннадьевич
Алексей Геннадьевич Исаков (род. 15 марта 1976, Саратов) — советский и российский хоккеист и тренер. Главный тренер хоккейного клуба "Торпедо".

## Биография
Воспитанник саратовской школы хоккея. В составе Soviet Wings вне зачёта принимал участие в первенстве International Hockey League сезона 1994/95. Играл в командах «Химик» (Энгельс), «Кристалл» и «Трудовые резервы» (обе — Саратов).
Играл в Суперлиге и высшей лиге чемпионатов России. Выступал за команды «Крылья Советов» (Москва) и ЦСК ВВС (Самара), также по одному сезону провёл в «Воронеже» и «Кристалле» (Саратов).
Свою тренерскую карьеру начал в Самаре, где был главным тренером юношей 1993 года рождения. Затем работал тренером в ЦСК ВВС-2 до своего прихода в Саратов.
С 2010 года Алексей Исаков начинает свою работу в ВХЛ — тренером саратовского «Кристалла». С 29 октября по 8 ноября 2012 года исполняет обязанности главного тренера команды.
2 июля 2014 года назначен тренером в «Зауралье» (Курган), также выступающий в ВХЛ.
В 2016 году был тренером ХК «Ермак», 14 декабря 2016 года написал заявление на увольнение по собственному желанию. 14 декабря 2016 года стал старшим тренером ХК «Ижсталь». С 2018 года — тренер ХК «Рубин» (Тюмень).
Летом 2023 года стал главным тренером молодежной хоккейной команды «Чайка», которую привел к бронзовым медалям Молодежной хоккейной лиги-2023/24.
Летом 2024 года возглавил новый клуб ВХЛ «Торпедо-Горький». В сезоне 2024/25 команда под руководством тренера впервые выиграла Кубок Петрова, победив в финальной серии команду «Химик» со счётом 4-2. Сразу после победы было объявлено, что Исаков возглавит основную команду системы— «Торпедо», вместо покинувшего клуб Игоря Ларионова.